# Paul DeJong
Paul Sterling DeJong (né le 2 août 1993 à Orlando, Floride, États-Unis) est un arrêt-court des White Sox de Chicago de la Ligue majeure de baseball.

## Carrière
Joueur des Redbirds de l'université d'État de l'Illinois, Paul DeJong est repêché à deux reprises : par les Pirates de Pittsburgh, qui le choisissent au 38e tour de sélection en 2014 sans être capable de le mettre sous contrat, et par les Cardinals de Saint-Louis, avec qui il signe son premier contrat professionnel après avoir été réclamé au 4e tour en juin 2015. Dans les ligues mineures, où DeJong commence sa carrière professionnelle en 2015, il est principalement joueur de troisième but, mais évolue aussi au poste d'arrêt-court en 2017 avec les Redbirds de Memphis.
Paul DeJong fait ses débuts dans le baseball majeur avec les Cardinals de Saint-Louis le 28 mai 2017 et à son premier passage au bâton, comme frappeur suppléant contre le lanceur Greg Holland des Rockies du Colorado, il frappe un coup de circuit.
Avec 8 circuits et une moyenne de puissance de ,638 en juillet 2017, Paul DeJong est nommé meilleure recrue du mois dans la Ligue nationale.